# Regionale raad van Bustan al-Marj
De regionale raad van Bustan al-Marj (Hebreeuws: מועצה אזורית בוסתן אל-מרג', Mo'atza Azorit Bustan al-Marj) is een regionale raad in het noorden van Israël. De raad ligt vlak bij Afula. Er zijn slechts 4 gemeenschappen aangesloten bij deze raad.

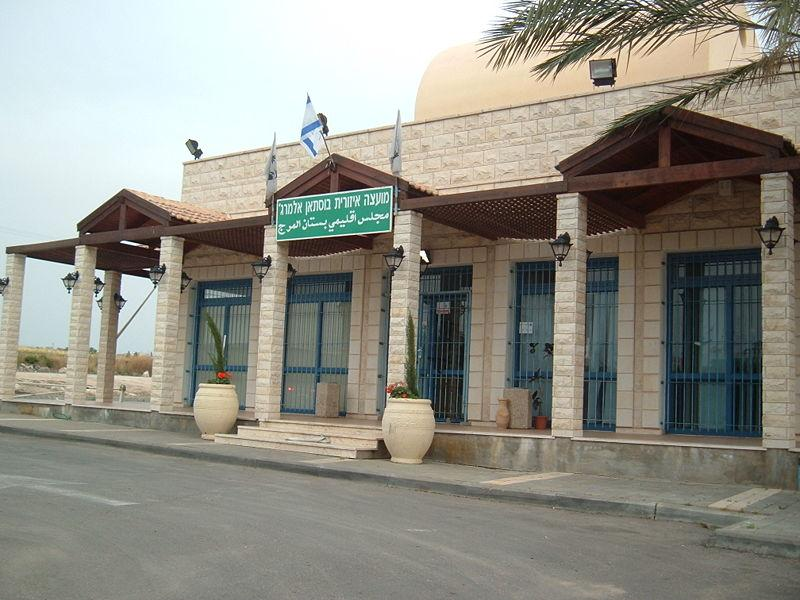
Het hoofdgebouw van de raad

- Ed Dahi
- Kafr Misr
- Nein
- Sulam

Abu Basma · Alona · al-Batuf · Be'er Tuvia · Beit She'an Vallei · Bnei Shimon · Brenner · Bustan al-Marj · Centraal Arava · Drom HaSharon · Esjkol · Gan Raveh · Gederot · Gezer · Gilboa · Golan · Gush Etzion · Har Hebron · Hefervallei · Hevel Eilot · Hevel Modi'in · Hevel Yavne · Hof Ashkelon · Hof HaCarmel · Hof HaSharon · Jizreëlvallei · Emek HaYarden · Bik'at HaYarden · Lakhish · Lev HaSharon · Lodvallei · Lager Galilea · Ma'ale Yosef · Mateh Asher · Mateh Binyamin · Mateh Yehuda · Megiddo · Megilot · Menashe · Merhavim · Merom HaGalil · Mevo'ot HaHermon · Misgav · Nahal Sorek · Ramat HaNegev · Sha'ar HaNegev · Sdot Negev · Shafir · Shomron · Tamar · Hoger Galilea · Yoav · Zevoeloen